# Naționalism etnic
Naționalismul etnic (sau etnicism și naționalism rasial) este o formă de naționalism în care „națiunea” este definită în termeni de etnie sau rasă. 
Tema centrală a naționaliștilor etnici este că „națiunile sunt definite de un patrimoniu comun, care include, de obicei o limbă comună, o credință comună, și o origine etnică comună”. Aceasta include, de asemenea, o cultură comună între membrii grupului, cu strămoșii acestui grup, și, de obicei, având un limbaj comun; cu toate acestea, acest lucru este diferit de definițiile pur culturale ale „națiunii” (care permit oamenilor să devină membri ai unei națiuni prin asimilare culturală) și de definiții pur lingvistice (care văd „națiunea” ca o totalitate de persoane de o anumită limbă). 

## Istorie
Herodot este primul care a enunțat principalele caracteristici ale etniei, cu celebra sa considerare ce definește identitatea greacă, unde enumeră: rudenia (greacă: ὁμόαιμον, homόaimon, „de același sânge”), limba (greacă: ὁμόγλωσσον, homoglōsson, „vorbind aceeași limbă”), culte și obiceiuri (greacă: ὁμότροπον, homotropon, „de aceleași obiceiuri sau viață”).

## Caracteristici
Principiul politic central al naționalismului etnic este acela că grupurile etnice pot fi identificate fără ambiguitate și că fiecare astfel de grup are dreptul la autodeterminare.
Rezultatul acestui drept la autodeterminare poate varia, de la apelurile la organismele administrative autoregulate într-o societate deja stabilită, la o entitate autonomă separată de acea societate, într-un stat suveran înlăturat din acea societate. În relațiile internaționale, ea conduce, de asemenea, la politici și mișcări pentru iredentism să pretindă o națiune comună bazată pe etnie.
În literatura științifică, naționalismul etnic este, de obicei, în contrast cu naționalismul civic. Etnismul național își bazează calitatea de membru al națiunii la descendență sau la ereditate, adesea articulată în termeni de sânge comun sau rudenie, mai degrabă decât pe apartenența politică. Prin urmare, statele-națiune cu tradiții puternice de naționalitate etnică tind să definească naționalitatea sau cetățenia prin ius sangvinis (legea sângelui, descendența unei persoane de acea naționalitate) și țările cu tradiții puternice de naționalism civic tind să definească naționalitatea sau cetățenia prin ius soli (legea solului, nașterea în statul națiunii). Etnismul național este, prin urmare, văzut ca fiind exclusiv, în timp ce naționalismul civic tinde să fie incluziv. Mai degrabă decât loialitatea față de idealurile civice comune și tradițiile culturale, atunci naționalismul etnic tinde să sublinieze narațiuni de descendență.
Teoreticianul Anthony D. Smith folosește termenul „naționalism etnic” pentru conceptele non-occidentale ale naționalismului, spre deosebire de opiniile occidentale ale unei națiuni definite de teritoriul său geografic. Diaspora studiază oamenii de știință care extind acest concept neagresiv legat de „națiune” printre comunitățile diasporice, folosindu-se uneori termenul etnonare sau etnonationalism pentru a descrie un colectiv conceptual al etnicilor dispersați.